# Creve Coeur (Missouri)
Creve Coeur – miasto w Stanach Zjednoczonych, w stanie Missouri, w hrabstwie St. Louis.